# Legally Blind
Legally Blind è una serie televisiva filippina trasmessa su GMA Network dal 20 febbraio al 30 giugno 2017.

## Trama
Grace sta per realizzare il suo sogno di essere un avvocato. Nel giorno in cui celebrerà i risultati dei suoi esami d'esame, verrà violentata portando alla gravidanza e arriverà a un incidente che porterà alla sua cecità.

## Personaggi
- Grace Reyes Evangelista-Villareal, interpretata da Janine Gutierrez
- Edward Villareal, interpretato da Mikael Daez
- Charie Reyes Evangelista, interpretata da Lauren Young
- William Villareal, interpretato da Marc Abaya
- Joel Apostol, interpretato da Rodjun Cruz
- Marissa Reyes-Evangelista, interpretata da Chanda Romero
- Nina Reyes Evangelista , interpretata da Therese Malvar
- John Castillo, interpretato da Lucho Ayala
- Diana Perez, interpretata da Ashley Rivera
- Elizabeth Guevarra Anton Villareal, interpretata da Camille Torres